# 自由意志主义 (形而上学)
自由意志主义（英語：Libertarianism），指在自由意志与决定论等形而上学领域问题中的一种哲学立场。细分而言，自由意志主义属于一种不相容论（Incompatibilism） ，其认为自由意志与决定性的世界两者间存在逻辑上的不相容性。自由意志主义主张，如果一个主体具有自由意志，则决定论必然是错误，反之亦然。早期关于自由意志主义的清晰论述之一来自于苏格兰经院哲学家邓斯·司各脱。在神学上，形而上学层面的自由意志主义受到如路易斯·德·莫林纳、弗朗西斯科·苏亚雷斯等教士的辩护，以反对由托马斯·阿奎那与多明戈·巴涅斯所推崇的调和自由意志同决定论的相容论。

## 词源及定义
首次有记载使用自由意志主义这一术语的记录可追诉至1789年由威廉·贝尔沙姆撰写的一篇有关自由意志的讨论及其对必然主义同决定主义的反对观点中。
形而上学自由意志主义被划分为不相容论的分支观点的一种。自由意志主义认为，主体（Agent）必须可以并且能够在特定情境下做出不同的行为才可以被视作具有自由意志。自由意志主义被广泛兼容或适用于一些形而上学的理论，比如在非物理主义（Non-Physicalism，即反对物理主义的观点）的论述当中，非物理主义认为大脑中的事件与现实当中的行为并不具有完备的物理解释，或者说，任意的由人作出的物理行为都不能够被完备的还原为心灵状态（Mental State），即人的心理状态或脑中事件与现实中的物理行为并非一一对应的关系。进而论证，世界并非是物理封闭（Physical Closed）的，故世界并非是由物理所决定的。又比如在交互主义二元论的观点中，其认为存在某种非物理的心灵，意志，或者灵魂可以修改物理因果性，故自由意志存在且世界并非决定的。
对自由意志主义的解释，如果不涉及摒弃物理主义，就需要物理不确定性，比如亚原子粒子的概率行为——这种理论对于许多早期关于自由意志的哲学家来说是未知的。在物理主义的假设下，物理决定论意味着只有一个可能的未来，因此与自由意志主义的自由意志不兼容。一些自由意志主义的解释涉及泛心论，即认为所有粒子都具有某种心智特质，并且这种特质遍布整个宇宙，包括有生命和无生命的实体。其他方法则不要求自由意志是宇宙的基本组成部分；普通的随机性被认为提供了自由意志主义者认为必要的“活动空间”。
自由意志被认为是一种包含不确定性因素的复杂、深层次的过程。罗伯特·凯恩提出了这种方法的例子，他假设：
In each case, the indeterminism is functioning as a hindrance or obstacle to her realizing one of her purposes—a hindrance or obstacle in the form of resistance within her will which has to be overcome by effort.
在每种情况下，不确定性作为她实现其目的的障碍或阻碍存在——一种以她的意志内部的阻力形式存在的障碍或阻碍，需要通过努力克服。
在量子力学（和物理不确定性）刚刚开始被接受时，C·S·路易斯在他的书《奇迹：初步研究（Miracles: A preliminary study）》中指出，如果物理世界被证明是不确定的，这将提供一个描述非物质实体对物质现实进行作用的切入点 。物理非决定论模型（特别是涉及量子不确定性的模型）在原子或亚原子层面引入随机事件。这些事件可能会影响大脑活动，并且如果某些心理过程（例如，主观控制感的意识意志）的表面不确定性与物理结构的基础不确定性相对应，似乎可以允许不兼容论的自由意志。然而，这种关系要求对概率具有因果作用，这是值得怀疑的，并且大脑活动是否能被这些事件影响还远未确定。其次，这些不兼容论模型依赖于行动与意识和意志之间的关系，正如自由意志神经科学所研究的那样。显然，观察可能会干扰观察本身的结果，使我们识别因果关系的能力受到限制。如量子理论的主要奠基人之一尼尔斯·玻尔建议，自然的不确定性与自由意志之间不能建立任何联系。

## 动因因果关系/主体因果关系
在非物理主义的自由意志理论中，主体（或动因）被认为有能力干涉物理世界，这种观点便被称为主体因果或动因因果（Agent Causation） ，支持主体因果论的哲学家包括乔治·贝克莱、托马斯·里德和罗德里克·奇泽姆。
大多数事件均可以追溯其因果关系以解释为先前事件的影响。当一棵树倒下时，可能是是因为风的力量、树本身的结构弱点等等。然而，当一个人（主体）进行自由行动时，主体因果论者认为该行动并非由任何其他事件或状态所引起的，而是由这个人（主体）所引发的。主体因果论在本体论上与事件的因果关系被做出的区分。这并非说主体的行动没有原因或不产生因果关系，而是外部的物理事件并不构成因果关系产生的必要条件，主体本身才是产生因果关系的必要条件。同时，主体本身作为因果关系的产生者，并非因为其性格、欲望或过去决定的，如若如此，则历史或者说世界的决定论本身并未改变，只是一种新的在物理主义之上所新建构在人（主体）心智体系或意识体系的决定论罢了。正如奇舍姆解释的那样，人类拥有“某些人只归于上帝的特权：当我们行动时，每个人都是不动的第一推动者。通过我们的行动，我们导致某些事件发生，而没有任何事物或任何人导致我们导致这些事件发生。”
主体因果关系理论涉及一个长期以来与不动之动者思想相关的难题。如果一个自由行动不是由任何事件引起的，比如主体的变化或意志的行为，那么说主体引起了事件和说事件自己发生了有什么区别呢？正如威廉·詹姆士所说，“如果一个‘自由’行动是一个全新的东西，不是从我或以前的我而来，而是无中生有地附加在我身上，那么以前的我如何对它负责？我如何拥有任何可以长期存在以便接受赞扬或责备的固定性格？”
主体因果关系理论的支持者回应说，主体因果实际上比事件因果（Event Causation）更直观。他们指出大卫·休谟的论点，即当我们看到两个事件连续发生时，我们对一个事件引起另一个事件的信念无法通过理性证明（即归纳问题）。如果是这样，我们对因果关系的信念从何而来？根据托马斯·里德，“有效因果的概念很可能来自于我们对自己产生某些效果的力量的经验。”我们对主体因果的日常经验为事件因果的概念提供了基础与先决条件。

## 事件因果关系
事件因果（Event Causation）的不相容自由意志主义理论通常依赖于心灵的物理主义模型，如相容论（Compatbilist），该类理论通常预设物理不确定性，其中某些不确定事件被认为是由主体引发的或可以受到主体进行干预，从而推翻世界的决定性。已经有许多事件因果的自由意志理论被提出。本条目仅列出三种具有代表性的理论：“起因非决定论”、“中心化理论”和“意志努力理论”。前两种理论并不要求自由意志是宇宙或世界的基本组成部分。真随机性被认为提供了自由意志主义者认为必要的“活动空间（Elbow Room）”。对事件因果理论的一个常见反对意见是，不确定性可能具有破坏性，从而削弱而不是增强主体对因果关系的控制。对这些模型的另一个常见反对意见是，质疑这种不确定性是否能为在决定性世界中已经存在的前提下就其发展过程增加任何价值。
起因非决定论（Deliberative indeterminism）断言，不确定性仅局限于任何发展过程的早期阶段。即存在一个不确定的初始选择集合，同时避免引入运气或随机决策等神秘要素。发展的过程是充满确定性的，尽管其可能基于由同一过程建立的早期偏好。就简单的解释而言，以人的行为举例，该观点认为在人的早期（比如童年时期），我们所作出的某些选择确实是具有不确定性或非决定性的，然而这一过程或逐渐随着人生的发展而趋向于决定性，这一过程可以被直观的理解为一个人的人格逐渐健全，之后这个人所作的决定均可归因于此人的人格所致。丹尼尔·丹尼特 和约翰·马丁·费舍尔均曾提到过起因非决定论。对此观点的一个明显反对意见是，主体对其决策（或用于做出这些决策的偏好）的所有权不能比兼容主义模型更大。
中心化理论（Centred Accounts）提出，对于每一个决策，两种可能性的理由强度都会被考虑，但较弱的选项仍然有被选择的概率。对此观点的一个明显反对意见是，决策明显留给了偶然性，任何给定决策的起源或责任无法确定。
意志努力理论（Efforts of Will Theory）与意志力在决策中的作用有关。其认为主体意志过程的不确定性可以映射到某些物理事件的不确定性上，而这些事件的结果因此可以被认为是由主体引起的。在其构建的意志模型中，意志被视为一种包含物理不确定性的复杂与深层次过程。一个例子是罗伯特·凯恩的假设：“在每种情况下，不确定性作为她实现其目的的障碍或阻碍存在——一种以她的意志内部的阻力形式存在的障碍或阻碍，需要通过努力克服。”根据罗伯特·凯恩，这种“最终责任（Ultimate Responsbility）”是自由意志的必要条件。这种理论的一个重要因素是，主体的心灵事件不能被还原为物理的神经事件，而是心理过程被认为与物理过程同样有效地决定结果（参见非还原物理主义），与该观点类似但不完全相同的观点可以在笛卡尔的经典二元论以及副现象论中被找到。

## 延伸阅读
- Clarke, Randolph (2003). Libertarian Accounts of Free Will. New York: Oxford University Press. ISBN 0-19-515987-X.
- Kane, Robert (1998). The Significance of Free Will. New York: Oxford University Press. ISBN 0-19-512656-4.